# La Garenne-Colombes
La Garenne-Colombes, também conhecida localmente como La Garenne, é uma comuna francesa na região administrativa de Île-de-France, no departamento de Hauts-de-Seine. Estende-se por uma área de 1.78 km². Em 2010 a comuna tinha 27 628 habitantes.

## Geografia

### Transportes
La Garenne-Colombes é servida por duas estações de Transilien em seu território e três estações transilien e RER próximas, conectando-a à Nanterre - Université (RER A) e à Saint-Lazare (Metrôs 3, 9, 12, 13, 14, RER E), bem como à La Défense (RER A, Metrô 1, Tramway 2, Transilien).
Sete linhas de ônibus conectam La Garenne-Colombes ao centro de Paris (linha 73) e às cidades vizinhas, bem como a La Défense (2 linhas de ônibus).

## Toponímia
Da garenne (viveiro de coelhos) dependente de Colombes, Garenne de Colombes tal como aparece em mapas antigos, resultou o nome da comuna recém-criada no início do século XX, La Garenne-Colombes.
A comuna é regularmente denominada como La Garenne em vez de La Garenne-Colombes, pelo município, bem como pelos moradores ou aqueles que a conhecem. Algumas placas da Estação de La Garenne-Colombes anunciam Estação de La Garenne assim como certas denominações da RATP. Durante muito tempo, a estação de La Garenne Colombes tinha o nome de La Garenne-Bezons.

## História

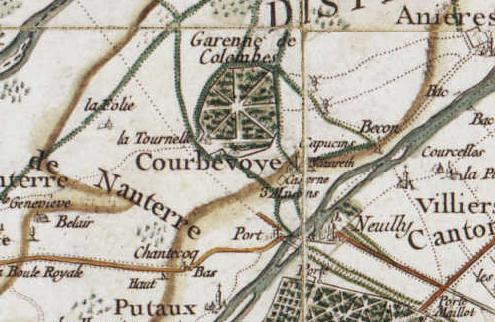
Detalhe da Carta de Cassini, 1750, onde se distingue o que é hoje o rond-point du Souvenir Français.

Dagoberto I concedeu este local de caça arborizado à Abadia de Saint-Denis no século VII. Em um título da abadia de Saint-Denis de 1222, um cavaleiro chamado Adam Heugot reconhece ser vassalo de Saint-Denis para o átrio de Colombes e Courbevoye inteiramente, o que poderia ser a Garenne-Colombes. Ele também é citado pelo senhor Bouchard de Marly como "La Garenne dépendant de Colombes" em 1240. No século XIII, La Garenne ainda era uma mata de rapina, que não possui outra casa além de "La Tournelle", a casa do fazendeiro, que ficava nas proximidades da Place de Belgique, ao lado de Courbevoie. "O Tournelle" não está fora da história de La Garenne, uma vez que é o nome do liceu que está na place de Belgique hoje. No século XV, uma casa de campo foi construída, para uso dos abades durante as estações de caça; essa última a fizeram um viveiro fechado.

## Geminação de cidades
La Garenne-Colombes é geminada com:
- Wangen im Allgäu (Alemanha) desde 1980.

A prefeitura também é parceira das seguintes cidades fora da França :
- Valpaços (Portugal) desde 2004,
- Yoqneam (Israel) desde 2006,
- Clarksville (Indiana) (Estados Unidos) desde 2008,
- Daroun-Harissa (Líbano) desde 2011.